# Hotel Stadt Rom (Dresden)

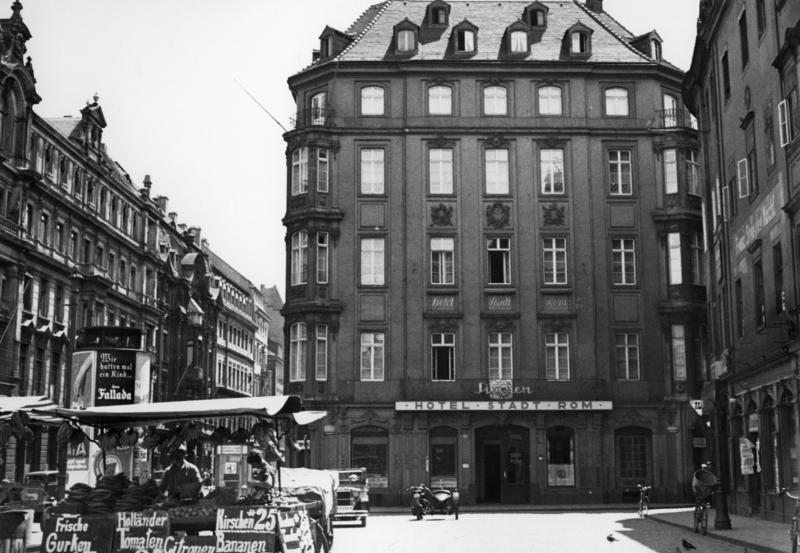
Hotel Stadt Rom omstreeks 1930

Het Hotel Stadt Rom was een hotel op de Neumarkt in Dresden dat in 1739 gebouwd werd na een ontwerp van Andreas Adam. Tijdens de Zevenjarige Oorlog brandde het huis af op 19 juli 1760. Enkele jaren later werd het gerestaureerd. Het gebouw bestond uit vijf verdiepingen. 
Bij de luchtaanvallen op Dresden in 1945 werd het gebouw verwoest en de ruïne werd later afgebroken. Na de Duitse hereniging werden vele gebouwen terug heropgebouwd zoals ze voor de Tweede Wereldoorlog waren. In mei 2019 werd groen licht gegeven voor een wederopbouw van het gebouw.